# Боливарианские игры 1981
9-е Боливарианские игры проходили с 4 по 14 декабря 1981 года в Баркисимето (Венесуэла). В играх приняло участие 1516 спортсменов из 6 стран. В феврале 1980 года, Баркисимето был выбран, чтобы заменить первоначально застолбивший за собой это право город Лима, Перу. Однако в Олимпийском комитете Перу отказались из-за финансовых проблем. Игры официально открыл президент Венесуэлы Луис Антонио Эррера Кампинс. Факел зажгла фехтовальщица Милица Кармен Перес.

## Страны-участницы
- Боливия
- Колумбия
- Эквадор
- Панама
- Перу
- Венесуэла

## Виды спорта
- Водные виды спорта:
  -  Прыжки в воду
  -  Плавание
- Лёгкая атлетика
- Баскетбол
- Бейсбол
- Боулинг
- Бокс
- Велоспорт
- Фехтование
- Футбол
- Спортивная гимнастика
- Дзюдо
- Стрельба
- Софтбол
- Настольный теннис
- Теннис
- Волейбол
- Тяжёлая атлетика
- Борьба

## Итоги Игр
| Место | Страна    | Золото | Серебро | Бронза | Всего |
| 1     | Венесуэла | 140    | 91      | 67     | 298   |
| 2     | Колумбия  | 39     | 52      | 53     | 144   |
| 3     | Панама    | 25     | 22      | 34     | 81    |
| 4     | Перу      | 16     | 37      | 40     | 93    |
| 5     | Эквадор   | 12     | 28      | 28     | 68    |
| 6     | Боливия   | 3      | 7       | 17     | 27    |
| Всего | Всего     | 234    | 233     | 241    | 708   |